# Clinch Peak
Der Clinch Peak ist ein 4841 m hoher Berggipfel im westantarktischen Ellsworthland. Er ragt 2,2 km südöstlich des Mount Vinson auf dem Gipfelplateau des Vinson-Massivs in der Sentinel Range des Ellsworthgebirges auf.
Das Advisory Committee on Antarctic Names benannte ihn 2006 nach dem US-amerikanischen Bergsteiger Nicholas Bayard Clinch, Leiter der American Antarctic Mountaineering Expedition (1966–1967), bei der die Erstbesteigung des Vinson-Massivs und weiterer hoher Berge in der Sentinel Range gelang.